# Ribnjak (Našice)
Ribnjak  je selo u Hrvatskoj, regiji Slavonija u Osječko-baranjskoj županiji i pripada gradu Našice.

## Zemljopisni položaj
Ribnjak se nalazi na 101 metar nadmorske visine. Južno od naselja je selo Jelisavac, zapadno Lila, sjeverno Lipine, sjeverozapadno Klokočevci a jugoistočno Lađanska. Selo se nalazi u nizini istočnohrvatske ravnice. Ribnjak se nalazi uz lokalnu cestu koja povezuje Jelisavac (D2)- Klokočevci (D53). Pripadajući poštanski broj je 31225 Breznica Našička, telefonski pozivni 031 i registarska pločica vozila NA (Našice). Površina katastarske jedinice naselja Ribnjak je 0, 61 km·102 a pripada katastarskoj općini Klokočevci.

## Povijest
Naselje je osnovano nakon što je grof Pejačević ustrojio prve ribnjake početkom 20. stoljeća za uzgoj slatkovodne ribe. Naselje je u velikoj mjeri služilo za smještaj radnika koji su radili na ribnjacima. Ukupna površina ribnjaka je 1400 hektara a najveći je ribnjak Kravlje koji nastao 60- tih godina nakon iseljavanja stanovnika sela Kravlje. U ribnjacima se najviše uzgaja konzumni šaran, smuđ i som. Ribnjaci su povezani uskotračnom prugom koja služi za prijevoz ulovljene ribe i hrane za ribe. Uskotračna pruga je bila povezana za željezničkom prugom u Breznici Našičkoj gdje pretovarana riba ali 90- tih godina ta je pruga ukinuta jer se prijevoz danas vrši kamionima. U današnje vrijeme uskotračna pruga služi više u turističke svrhe za prijevoz posjetitelja, ribiča i lovaca. U selu se još nalazi restoran s ribljim specijalitetima i popratnim sadržajima.

## Stanovništvo
| broj stanovnika |       |       |       |       | 39    | 153   | 66    | 205   | 204   | 186   | 168   | 80    | 65    | 68    | 60    | 51    | 45    |
|                 | 1857. | 1869. | 1880. | 1890. | 1900. | 1910. | 1921. | 1931. | 1948. | 1953. | 1961. | 1971. | 1981. | 1991. | 2001. | 2011. | 2021. |

Samostalno naselje od 1981. Nastalo izdvajanjem dijela područja iz naselja Breznica Našička, općina Koška, i naselja Kravlje koje je prestalo postojati. U 1991. izdvojen je nenaseljeni dio područja u naselje Klokočevci, općina Đurđenovac. Sadrži podatke za bivše naselje Kravlje koje je od 1948. do 1971. iskazivano kao samostalno naselje, a dio podataka sadržan je u naselju Breznica Našička do 1971.
Prema prvim rezultatima Popisa stanovništva 2011. u Ribnjaku je živio 51 stanovnik u 19 kućanstva.

## Vanjska poveznica
- http://www.nasice.hr/

.